# Hieracium turritellum
Hieracium turritellum là một loài thực vật có hoa trong họ Cúc. Loài này được Omang mô tả khoa học đầu tiên năm 1903.